# جنی اگاتر
جنیفر آن "جنی" اگاتر OBE (به انگلیسی: Jennifer Ann "Jenny" Agutter) (زاده ۲۰ سپتامبر ۱۹۵۲) یک بازیگر فیلم و تلویزیون اهل انگلستان است.
او در فیلم افسر آزادی مشروط بازی کرده است.
او بازیگری را از کودکی در اواسط دهه ۱۹۶۰ در مجموعه تلویزیونی خط راه‌آهن بچه‌ها که از شبکه بی‌بی‌سی پخش می‌شد، شروع کرد و بعدها به هالیوود راه یافت. از مهمترین نقش‌آفرینی‌هایش می‌توان به بازی در پرسه ساختهٔ نیکلاس روگ و خاطرات آلن کلارک اشاره کرد.